# Барса (Салаж)
Барса (рум. Bârsa) насеље је у Румунији у округу Салаж у општини Сомеш-Одорхеј. Oпштина се налази на надморској висини од 221 m.

## Становништво
Према подацима из 2002. године у насељу је живело 165 становника, од којих су сви румунске националности.